# Danmarks U19-herrlandslag i handboll
Danmarks U19-herrlandslag i handboll representerar Danmark i handboll vid U18-EM och U19-VM på herrsidan.